# Lukocrevo
Lukocrevo település Szerbiában, a Raškai körzet Novi Pazar községében.

## Népességváltozás
- 1948-ban 346 lakosa volt.
- 1953-ban 387 lakosa volt.
- 1961-ben 398 lakosa volt.
- 1971-ben 385 lakosa volt.
- 1981-ben 303 lakosa volt.
- 1991-ben 237 lakosa volt.
- 2002-ben 186 lakosa volt, akik közül 106 szerb (56,98%) és 80 bosnyák (43,01%).